# Studium techniczno-ekonomiczno-środowiskowe
Studium techniczno-ekonomiczno-środowiskowe (w skrócie: STEŚ) – opracowanie projektowe, które w zależności od potrzeb może służyć:
- wstępnemu określeniu zakresu rzeczowego i finansowego przedsięwzięcia oraz ustaleniu jego efektywności ekonomicznej,
- ustaleniu wariantów korytarza terenowego dla przebiegu tras (na podstawie analizy wariantów i uzyskanych opinii) oraz ostatecznemu ustaleniu typów oraz głównych parametrów technicznych obiektów budowlanych,
- umożliwieniu uzyskania decyzji o środowiskowych uwarunkowaniach i zgody na realizację przedsięwzięcia,
- podjęciu decyzji inwestorskiej w sprawie celowości i zakresu przedsięwzięcia.